# Геодиметр

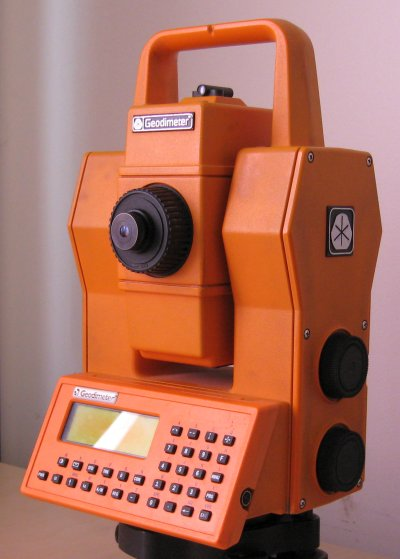

Геодиметр (рос.геодиметр, нім. Geodimeter n) — прилад для вимірювання відстаней методом світлолокації. 
Дія приладу основана на вимірюванні часу проходження світлового імпульсу від приладу до об'єкту.